# کاناتی آلن
کاناتی آلن (به انگلیسی: Kanati Allen) ژیمناست زادهٔ ۲۵ ژانویهٔ ۱۹۴۷ میلادی اهل کشور ایالات متحده آمریکا است.